# Braunschweiger Fayencen
Als Braunschweiger Fayencen werden die Produkte zweier Manufakturen in Braunschweig bezeichnet, in denen zwischen 1707 und 1807 Fayencen und Gebrauchskeramik hergestellt wurden. Der ältere Betrieb, die Herzogliche Manufaktur, befand sich am Alten Petritor, die zweite Manufaktur lag in der Nähe des Wendentores.

## Geschichte

### Herzogliche Manufaktur (1707–1807)

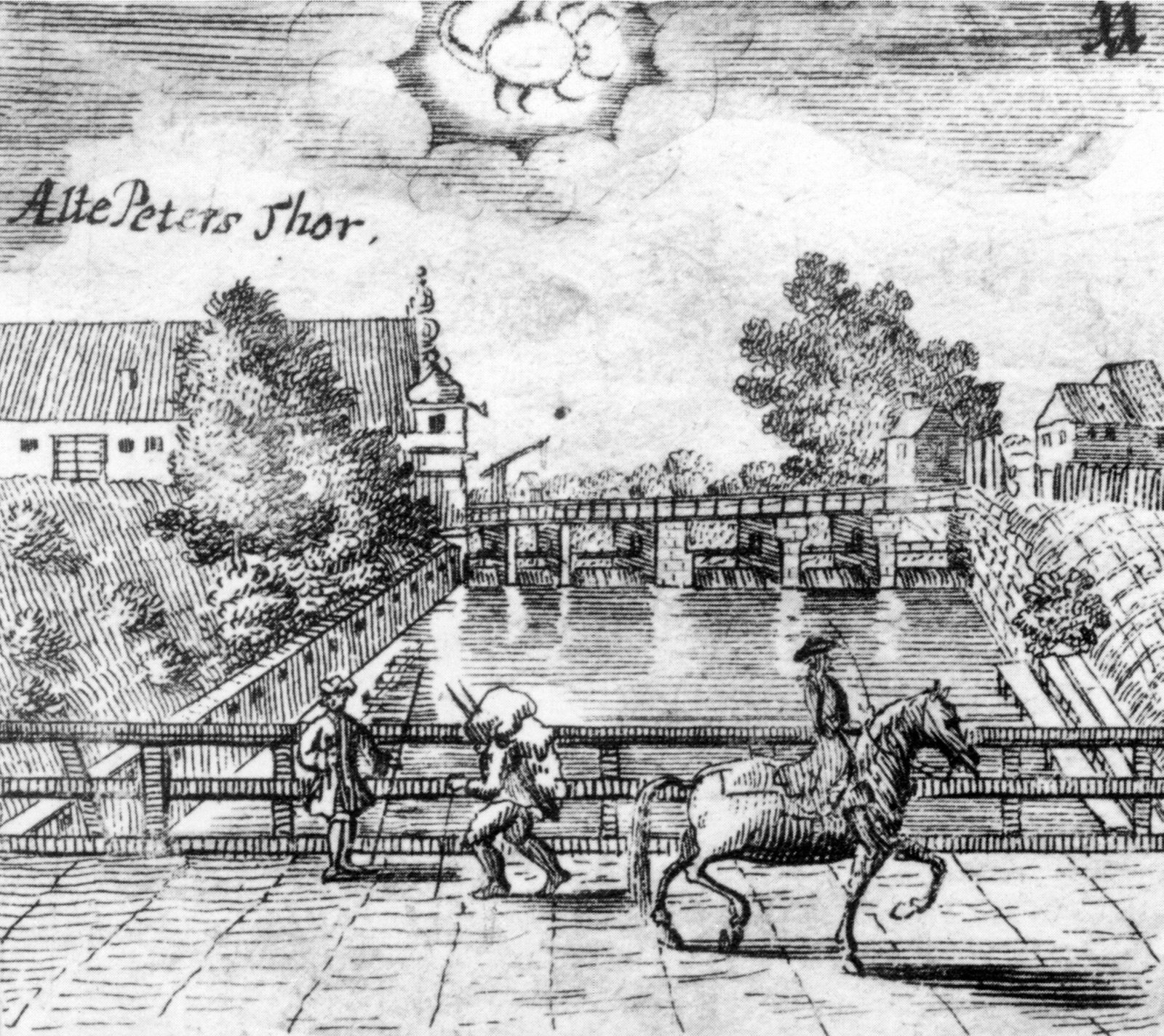
Kupferstich von Johann Georg Beck aus dem Jahr 1716: Rechts die Gebäude der Manufaktur.

Im Jahr 1707 hatte Herzog Anton Ulrich den Auftrag zum Bau einer fürstlichen Fayencemanufaktur erteilt, die bis ins Jahr 1807 unter dem Namen Braunschweiger Fayencefabrik (Porcellainfabrique nach Delftischer Art) Keramiken herstellte. Es war die erste Manufaktur für Keramik im Land Braunschweig–Wolfenbüttel. Der Betrieb produzierte zunächst hauptsächlich für den Bedarf des Hofes auf Schloss Salzdahlum. Die bereits 1697 dort erwähnten Porcellinen Blumentöpfe mit dem Wappen des Herzogs wurden wahrscheinlich noch aus den Niederlanden bezogen, mit der Umgestaltung des Parks kamen weitere Töpfe dann aus der Braunschweiger Manufaktur. Geleitet wurde der Betrieb von dem Arnstädter Glasurmacher Johann Philipp Frantz (1668–1734), der, als Verleger (Meister), auch für die Bedienung des Brennofens zuständig war. Weitere Mitarbeiter waren sein Sohn Johann Martin Frantz und Johann Christoph Gilze als Glasurmaler, ein Arbeiter namens Wilhelm Kannega (Caniga) für die Töpferscheibe und ein namentlich nicht bekannter Keramikformer. Mehrmals versuchte Frantz den Betrieb als Pächter zu übernehmen, was aber scheiterte. Frantz war anschließend für die Dorotheenthaler Manufaktur bei Arnstadt, die später ins Schloss Augustenburg verlegt wurde, als Porzellanmaler tätig.
Da die Manufaktur jedoch nur wenig Gewinn abwarf, wurde sie 1709 (Pachtbeginn 1. Januar 1710 auf sechs Jahre) an Heinrich Christoph von Horn verpachtet. Die Fabrik befand sich im Haus des Töpfers Johann Andreas Pape, das auf dem Rennelberg zwischen dem Stadtgraben und dem Weißen Roß vor dem Petritor gelegen war. Im Jahr 1711 arbeiteten für Horn bereits fünf Arbeiter und vier Lehrjungen. Er konnte jedoch aufgrund von Schulden, die von einer missratenen früheren Vermarktung seiner Waren herrührten, die Pacht nicht aufbringen, so dass er bis zum Jahr 1712 drei weitere Pächter hinzunahm. Zu diesen gehörte zunächst auch sein Vetter Werner Julius Günther von Hantelmann, der in Wolfenbüttel als Kanzleiadvokat tätig war. Trotz allem lief die Produktion und Vermarktung schlecht und von Horn zog sich aus dem Verlustgeschäft zurück. Mit dem 1. März 1713 waren nun dessen Vetter Heinrich Friedrich von Horn und Julius Dettmar Hagen die Pächter. Doch gab es zwischen ihnen Streit und im August 1714 erhielt Heinrich Friedrich von Horn das alleinige Recht, sich „priviligierter selbständiger Fayencefabrikant“ zu nennen. Er verlegte aufgrund von Umbauten an den Befestigungsanlagen den Standort der Manufaktur auf eigene Kosten in die Beckenwerkerstraße, Ecke Kupfertwete. Durch den Umzug verschuldete er sich zwar, doch liefen die Geschäfte gut. Die Firma litt allerdings unter der stetigen Abwerbung seiner qualifizierten Mitarbeiter. Nach seinem Tode 1731 führte seine Witwe Sophie Elisabeth von Horn (geborene Wilmerding) das Unternehmen. 1735 wurde ein strenges Verbot gegen die Nachahmung der Produkte aus der Manufaktur verhängt, denn inzwischen wurde die Herstellung von Kachelöfen begonnen und das Angebot an Geschirr erweitert. Trotzdem geriet Sophie Elisabeth 1742 in wirtschaftliche Schwierigkeiten und musste die Fabrik verkaufen. Anschließend wechselte das Unternehmen noch zwei Mal den Besitzer, zunächst an die Brüder von Hantelmann und 1745 an Johann Erich Behling und Johann Heinrich Reichard, bis es 1756 für einige Jahre wieder in den fürstlichen Besitz Herzog Karls überging. 1773 wurde der Betrieb von Benjamin Rabe gepachtet, der ihn 1776 kaufte. Im Jahr 1807 wurde die Fayencemanufaktur endgültig stillgelegt.

### Chelysche Manufaktur (1745–1757)
| Stadtplan von F. W. Culemann aus dem Jahre 1798 mit der ungefähren Lage der Manufakturen.                                                |
| Chelische Fayencemanufaktur 1745–1757 · Fürstliche Fayencemanufaktur 1707–1714 · Fayencemanufaktur 1714–1807 · Braunschweig im Jahr 1798 |
| Fayencemanufaktur 1707–1714 Fayencemanufaktur 1714–1807 Fayencemanufaktur Chely 1745–1757                                                |

Im Gegensatz zur fürstlichen Gründung einer Porzellanmanufaktur, war die ab Juni 1745 von Rudolph Anton Chely gegründete „Porcellain und holländische Tabackspfeiffen Fabric“, die zur Unterscheidung von der Hornschen Fabrik in der Beckenwerkerstraße als „Porcellainfabrik vor dem Wendentore“ bezeichnet wurde, weil sich Chelys Haus in der Nähe des Wendentores befand, ein Privatunternehmen. Chely war Hauptmann in der Braunschweiger Armee und erhielt für zehn Jahre das Privileg auf seinem Grundstück „echtes und unechtes Porcellain auf weiß und blau und allen anderen Couleuren gemalten Glasuren“ herzustellen. Er hatte seinen Sohn Christoph Rudolph zuvor in Straßburg in der Verarbeitung von Muffelfarben ausbilden lassen und anschließend in den Betrieb übernommen. Das Privileg umfasste, wie bei den anderen Manufakturen, eine Abgabenfreiheit auf sein Haus, die Erlaubnis frei nach Sand und Ton zu graben, die Befreiung von Ausfuhrzöllen auf seine Waren, die Erlaubnis jederzeit und überall verkaufen zu können und einen Laden (boutique) zum Vorzugspreis einrichten zu können. Der Wunsch, seine beiden Söhne an der Pacht zu beteiligen, wurde allerdings nicht erfüllt. In der Manufaktur waren in den Jahren 1747 bis 1749 20 Mitarbeiter beschäftigt, von denen sieben Soldaten waren. Im November 1749 hatte Chely offenbar Ärger mit dem Braunschweiger Stadtmagistrat und wurde für mehrere Jahre unter Arrest gestellt. Über diesen Vorgang ist aber Näheres nicht überliefert. Obwohl die Geschäfte nicht gut liefen, beantragte Chely, rechtzeitig vor dem Ablauf der Frist, am 28. November 1754 eine Verlängerung des Privilegs. Am 3. Juni 1755 berichtet er der herzoglichen Kammer, dass das Geschäft darnieder liege. In seinem Schreiben bezeichnet er seine Ware erstmals nicht mehr als unechtes Porcellain, sondern verwendet den Begriff Fayence. Sein Sohn übernahm die Manufaktur kurzzeitig. Schließlich wurde sie 1757 geschlossen. Chelys Porzellanmarke mit den beiden verschlungenen C ist leicht zu verwechseln mit den Marken der Porzellan-Manufaktur Ludwigsburg und der Manufaktur in Niederweiler, die ein ähnliches Signet zeigen. Weisen die Produkte aus Niederweiler und Ludwigsburg sorgfältige Glasurbemalungen auf, so sind Chelys Erzeugnisse einfacher und nicht so akkurat ausgeführt. Blasiger Farbauftrag, rissige Glasuren und Scherben, ein angeblich blecherner Klang beim Gegenklopfen, und die auf Norddeutschland beschränkte Verbreitung lassen auf Produkte minderer Qualität aus der Fabrik Chely schließen.

## Privilegien und beschäftigte Glasurmaler
Von Horn hatte als erster das Privileg für eine „vollkommene Porzellanfabrik“ erhalten, in der Hoffnung er könne so die Dresdner Produktion aus rotem Ton imitieren. So erhielten Behling und Reichard mit der Übernahme das Privileg auf eigene Kosten alles herzustellen, was aus „Porzellain“ und roter Erde gefertigt werden konnte. Die erteilten Privilegien gestatteten zwar den jeweiligen „Porzellan-Fabriken“ nicht nur die Anfertigung von Fayencen, sondern auch von sogenanntem echtem Porzellan. Die Braunschweiger Fabrikanten beschränkten sich jedoch auf die Herstellung von einfacher zu produzierenden Fayencen.
Zu den Malern, die in den Braunschweiger Manufakturen arbeiteten, zählte im Jahr 1718 Johann Kaspar Rib, auch Johann Caspar Ripp genannt (1681–1726), der am 8. Juli 1720 Johann August von Anhalt-Zerbst um Erlaubnis zur Errichtung einer eigenen Fabrik ersuchte. Weitere Maler zwischen 1745 und 1756 waren Martin Friedrich Vielstich († 1752), Vater des späteren lesumer Fayencefabrikanten Johann Christoph Vielstich, Johann Vilgrab (auch Fielgraf), Heinrich Jacob Behrens, Berend Adolf Meinburg, Johann Michael Tieling, Sebastian Heinrich Kirch (um 1711–1768), Johann Thiele Ziegenbein, Ludwig Ferdinand Wilhelm Heuer und Johann Paul Abel.

## Arbeitsbedingungen in den Manufakturen
Am Beispiel der Manufaktur von Horn, die seit der Verpachtung privatwirtschaftlich betrieben, aber immer noch Fürstliche Porcellain-fabric genannt wurde, lassen sich die primitiven und auf Improvisation beruhenden Arbeitsbedingungen in der Manufaktur gut beschreiben. Nach der Erfindung des europäischen Porzellans durch Johann Friedrich Böttger wollten die Braunschweiger Keramiker ab 1707 dieses ebenfalls herstellen. Doch die betrieblichen Voraussetzungen waren schlecht. Der Brennofen war zu klein, um wirtschaftlich arbeiten zu können, mit der Folge eines hohen Verbrauchs an Brennholz. Es gab keine angemessene Lagermöglichkeit für die empfindliche Rohware, das salpeterhaltige Kellermauerwerk und der ungepflasterte Kellerboden führten zu Verunreinigungen beim Rauhgut, sodass aufgemalte Glasurfarben beim Brand abfielen.
Gearbeitet werden konnte nur in der warmen Jahreszeit, da im Winter die Gefahr bestand, dass der Ton einfror. Im Sommer hingegen machte sich die fehlende Wärmedämmung in den sogenannten Dreherstuben unangenehm bemerkbar, denn die auf den Töpferscheiben gedrehten Werkstücke, besonders die für Geschirr, trockneten zu schnell aus und führte zu Verformungen. Auch die zu kleine Glasurmühle schien technisch nicht gut konstruiert worden zu sein. Der obere Mühlstein, der Läufer, war zu leicht, das Mahlgut dadurch zu grobkörnig und unergiebig. Die Brennöfen hatten keine Schornsteine, sodass eine erhöhte Feuergefahr bestand. Außerdem fehlte der Raum zum Lagern des Brennholzes. Für die Beseitigung dieser Nachteile fehlten die finanziellen Mittel. Es kam daraufhin zu Auseinandersetzungen zwischen dem Betriebsleiter Johann Philipp Frantz und dem Pächter Heinrich Christoph von Horn. Frantz versuchte dann 1711 in Einbeck eine eigene Manufaktur zu eröffnen, wurde aber abgewiesen und danach verliert sich seine Spur in Braunschweig. Später stellte sich heraus, dass er (und weitere Fachkräfte der Manufaktur) wahrscheinlich auf Betreiben der Herzogin Auguste Dorothea Eleonore, einer Schwester des Herzogs, abgeworben wurde und in der Arnstädter Porzellan-Manufaktur auf Schloss Augustenburg eine neue Betätigung fand.

## Rohstoffe, Produkte und Kennzeichnung
Der zur Herstellung verwendete Ton aus dem geologischen Zeitabschnitt der Unterkreide stammte aus Lutter am Barenberge sowie aus Oberg, während die übrigen Zutaten außerhalb des Herzogtums beschafft werden mussten. Die Braunschweiger Töpfereibetriebe verarbeiteten aber auch unterschiedliche Tone, die aus dem Mastbruch (in der Nähe des heutigen Hauptfriedhofs) im Südosten der Stadt stammten.
In den Braunschweiger Manufakturen wurden zumeist Gebrauchsgegenstände, wie Geschirr, Fliesen und Ofenkacheln hergestellt. Später kamen Luxuswaren wie Vasen und Figuren hinzu. Trotz der fehlenden sicheren Absatzmärkte, hatte die Braunschweiger Keramik einen guten Ruf. Sie konnte sich an alle Stilwandlungen im Dekor des 18. Jahrhunderts anpassen. Manchmal wurden Meißner Vorlagen kopiert, wie ein Paar ägyptischer Sphingen. Als besonders künstlerisch wertvoll werden die sogenannten Wandblaker, eine Art Kerzenhalter, aufgefasst, die antike Ruinenlandschaften in einer Art umrahmenden Rocailleornamentik in sogenannten Muffelfarben, die auf den bereits glasierten zweiten Brand aufgemalt werden, zeigen.
Am 9. August 1781 wurde durch eine Verordnung als Marke ein „B“ oder „Br“ für die Braunschweiger Fayencen vorgeschrieben. Zuvor waren die Marken, je nach Besitzer, an ein „V“ angelehntes „H“ für „von Horn“ oder „von Hantelmann“, beziehungsweise „B“ und „R“ – die Anfangsbuchstaben von Behling und Reichard gekennzeichnet. Zunächst wurden die Fayencen überwiegend mit Blautönen verziert, später wurde zu mehrfarbiger Malerei übergegangen. Dabei wurden um 1750 Farbtöne von lebhaftem Blau, dunklem Manganviolett, Citrongelb, Grün und blassem Ziegelrot benutzt.
Einige Stücke der beiden Manufakturen befinden sich heute im Herzog Anton Ulrich-Museum und im Städtischen Museum in Braunschweig. Ein besonderes Erzeugnis der Manufaktur Chely aus dem Jahr 1747 befand sich, wahrscheinlich bis zum Zweiten Weltkrieg, im ehemaligen Berliner Schlossmuseum. Es handelte sich um ein Porzellanfass mit einem Durchmesser von 51 cm und 72 cm Länge. Die Fassböden waren einerseits mit einer Darstellung der Omphale mit Herakles, andererseits mit einer Versinschrift verziert, die auf die Herzogin Christine Luise von Oettingen-Oettingen Bezug nahm. Das mit Wein gefüllte Fass wurde der Herzogin offenbar zu ihrem letzten Geburtstag überreicht; sie starb im November desselben Jahres. Es diente als Werbeartikel aber auch dazu, den Hof auf Chelys Betrieb aufmerksam zu machen und so Aufträge zu bekommen.

## Vertrieb der Ware
Die Keramik wurde vorwiegend durch Hausierer angeboten. Das Privileg des Herzogs August Wilhelm von 1714 für die erste Braunschweiger Manufaktur, die nun von Heinrich Friedrich von Horn gepachtet war, erlaubte aber auch den freien Verkauf auf allen Jahrmärkten, wie beim Volksfest Freyschießen auf der Masch, Messen, Märkten und auch in einer bescheiden einzurichtenden Boutique, einem Ladengeschäft.

## Sonstiges
Am 11. Januar 1747 gründete Herzog Karl zudem die Porzellanmanufaktur Fürstenberg in seinem Jagdschloss in Fürstenberg an der Weser, die seit mehr als 250 Jahren in Betrieb ist. Das Schloss beherbergt neben einer Besucherwerkstatt ein Porzellanmuseum, die Verwaltungsgebäude und die Produktionsstätten der Manufaktur. Der Betrieb zählt zu den ältesten noch bestehenden Porzellanmanufakturen Europas.